# Виола (сыр)

Этикетка сыра «Viola» образца 1980 года

«Виола» (Viola) — торговая марка финской компании Valio, принадлежащая с 2023 года мясопромышленной компании «Велком».
Плавленые сыры под этой маркой появились на финском рынке в 1934 году, вслед за сыром «Koskenlaskija» и другим плавленым сыром «Valio». В течение десятилетий упаковки сыра украшала блондинка Виола. За время существования марки сыр упаковывали самыми разными способами: в фольгу и картон, в круглые картонные коробочки, в стеклянные и деревянные банки и в пластиковые коробочки.
В 2006 году компания Valio обновила бренд, и блондинку Виолу на упаковках заменил цветочный узор, а в рекламах — Вилла Виола. В то же время компания прекратила продажу плавленого сыра в Финляндии, и под торговой маркой Viola стали выпускать творожный сыр (ранее сыр «Hovi»). В 2007 году к бренду Viola присоединили салатный сыр-фету (ранее продавался под маркой «Feta»), в связи с тем, что Евросоюз предоставил Греции эксклюзивные права на бренд «фета». Также в ассортимент продукции под маркой Viola входили супы быстрого приготовления.
В СССР плавленый сыр «Виола» стал известен в 1956 году. Упаковки для российского рынка сохраняли изображение блондинки Виолы, кроме плавленого, также поставлялся творожный сыр. В 2000-е годы продукция марки Viola являлась лидером на рынке плавленых сыров и в Санкт-Петербурге, и в Москве, пока в 2014 году не был введён запрет на ввоз молочной продукции из Финляндии из-за продовольственного эмбарго. В 2009 году производство сыра Viola и других продуктов Valio было организовано на территории России на новом заводе в Московской области; по состоянию на осень 2015 года 90 % продукции Valio производилось в России, при этом объём продаж упал на три четверти.
В апреле 2022 года права на бренд «Виола» вместе со всем российским подразделением проданы мясопромышленной компании «Велком», сумма сделки не раскрывалась. В этом же году под брендом «Виола» был налажен выпуск всей продукции, которая ранее производилась под маркой Valio на территории России: молоко, сливки, йогурты, твёрдые сыры и другие категории.
По итогам 2023 года мощности завода по производству сыров под брендом «Виола» в Ершове были увеличены до 23 тыс. тонн в год. По состоянию на 2024 год марка занимает 3-е место на российском рынке плавленных сыров (8,1 % в натуральном выражении и 10,2 % в денежном), уступая сырам российского подразделения Hochland и завода «Карат».